# 이디야커피

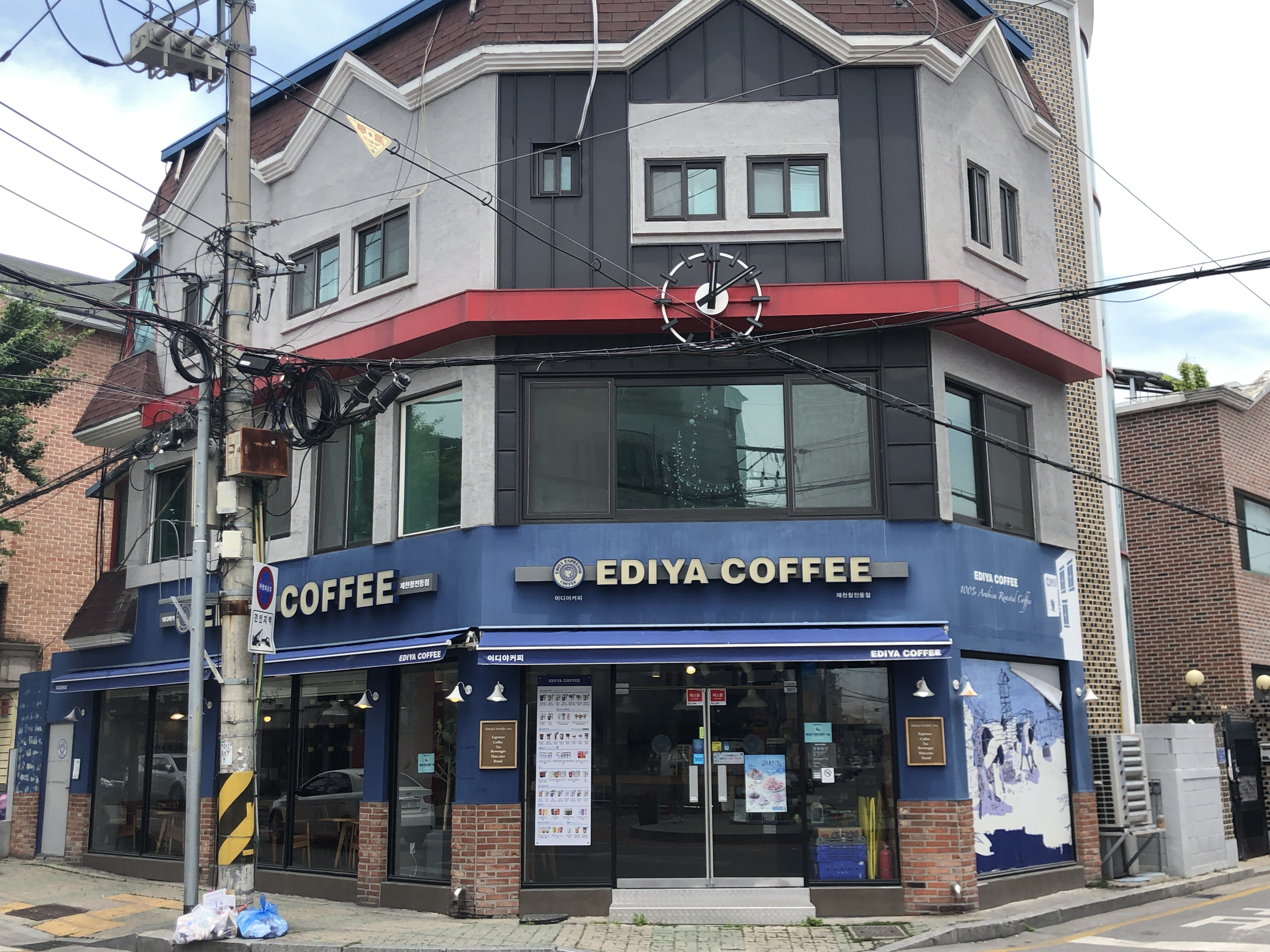
이디야 매장의 모습

이디야커피(Ediya Coffee)는 대한민국의 저가 커피 체인점이다. 이디야는 에티오피아 말로 ‘대륙의 황제’를 의미한다.

## 역사
2001년 첫 매장(중앙대점)을 낸 이후로, 2003년 8월에 100번째 점포를 돌파했다.
2004년 동화은행 등지에서 재직했던 금융인 출신의 문창기가 이디야를 인수한 후, 2006년 10월에 200번째, 2009년 3월에 300번째 점포를 열었다. 2010년 8월 대한민국 커피전문점 최초로 400호점을 오픈했다. 이후 2010년 말 카페베네에 매장 수가 추월당했으나 카페베네의 몰락으로 매장 수 1위를 탈환하였다. 2016년 9월 현재 2,000여 개에 이르는 점포를 두고 있다.
2018년 4월 27일 2,500점을 돌파했다.
2005년 9월 중국 베이징에 지점을 열었다.
2011년 2월 사옥을 강남구 역삼동 GS타워로 이전하였으며, 2016년 3월 논현동 자체사옥으로 다시 본사를 이전하였다.
2018년 요기요를 통해 커피 프랜차이즈 최초로 배달 서비스를 시작했다.

## 메뉴
주로 메뉴의 커피, 음료, 베이커리, 스낵, MD, 비니스트, 원두 등을 제공한다.

## 이디야 커피랩
본사 내에 커피 연구소를 운영하는 대규모 매장 시설이다.

## 본점
- 본점: 서울특별시 강남구 논현로 636
- 아이비케이고객센터점: 서울특별시 용산구 한남대로 72, 1층

## 생산 물류 시설
- 드림팩토리 - 경기도 평택시 포승읍 평택항로156번길 115
- 드림물류센터 - 경기도 이천시 마장면 청강가창로 309

## 매장 지역별 점포수
2025년 현재 기준으로 삼는다.
| 광역 자치      | 기초 자치 점포수 | 총계    |
| -------------- | --- | ------- |
| 서울특별시     | 강남구(37), 강동구(22), 강북구(11), 강서구(29), 관악구(18), 관악구(23), 광진구(18), 구로구(24), 금천구(17), 노원구(19), 도봉구(20), 동대문구(21), 동작구(21), 마포구(29), 서대문구(16), 서초구(28), 성동구(17), 성북구(25), 송파구(32), 양천구(18), 영등포구(36), 용산구(13), 은평구(22), 종로구(27), 중구(20), 중랑구(26)                | 589개점 |
| 부산광역시     | 금정구(7), 기장군(13), 동구(8), 동래구(13), 부산진구(18), 북구(11), 사상구(13), 사하구(9), 서구(5), 수영구(4), 연제구(9), 영도(3), 중구(6), 해운대구(11) | 130개점 |
| 대구광역시     | 군위군(1), 남구(8), 달서구(22), 달성군(16), 동구(10), 서구(2), 수성구(27), 중구(14) | 100개점 |
| 인천광역시     | 강화군(3), 계양구(17), 남동구(28), 동구(1), 미추홀구(21), 부평구(27), 서구(30), 연수구(27), 옹진군(1), 중구(10) | 165개점 |
| 광주광역시     | 광산구(26), 남구(11), 동구(6), 북구(17), 서구(15) | 75개점  |
| 대전광역시     | 대덕구(4), 동구(7), 서구(24), 유성구(17), 중구(8) | 60개점  |
| 울산광역시     | 남구(30), 동구(9), 북구(20), 울주군(16), 중구(13) | 88개점  |
| 세종특별자치시 | 세종특별자치시(20) | 20개점  |
| 경기도         | 가평군(7), 고양시(53), 과천시(4), 광명시(11), 광주시(9), 군포시(10), 남양주시(53), 동두천시(2), 성남시(53), 수원시(61), 시흥시(28), 안산시(52), 안성시(7), 안양시(26), 양주시(6), 양평군(6), 여주시(14), 연천군(2), 오산시(8), 용인시(51), 의왕시(4), 의정부시(36), 이천시(2), 파주시(19), 평택시(20), 포천시(21), 하남시(22), 화성시(46) | 633개점 |
| 강원특별자치도 | 강릉시(27), 동해시(5), 삼척시(4), 속초시(9), 양구군(1), 양양군(2), 원주시(23), 인제군(1), 철원군(2), 춘천시(52), 태백시(1), 홍천군(3), 화천군(2), 횡성군(2) | 134개점 |
| 충청북도       | 괴산군(1), 단양군(1), 보은군(1), 영동군(1), 옥천군(2), 음성군(8), 제천시(12), 증평군(3), 진천군(4), 청주시(55), 충주시(11) | 99개점  |
| 충청남도       | 계룡시(1), 공주시(4), 금산군(1), 논산시(4), 당진시(8), 보령시(2), 부여군(2), 서산시(9), 서천군(2), 아산시(16), 예산군(4), 천안시(33), 청양군(1), 태안군(2), 홍성군(3) | 92개점  |
| 전북특별자치도 | 고창군(1), 군산시(10), 김제시(4), 남원시(2), 무주군(1), 부안군(3), 순창군(1), 완주군(3), 익산시(14), 임실군(1), 장수군(1), 전주시(57), 정읍시(3), 진안군(2) | 103개점 |
| 전라남도       | 고흥군(2), 곡성군(1), 광양시(7), 구례군(1), 나주시(2), 목포시(7), 무안군(5), 순천시(28), 신안군(1), 여수시(27), 영광군(1), 영암군(1), 완도군(1), 장성군(1), 장흥군(1), 진도군(1), 함평군(1), 해남군(2), 화순군(1) | 91개점  |
| 경상북도       | 경산시(12), 경주시(31), 고령군(1), 구미시(19), 김천시(7), 문경시(3), 봉화군(1), 상주시(3), 성주군(1), 안동시(8), 영덕군(3), 영양군(1), 영주시(5), 영천시(2), 예천군(2), 울진군(4), 청도군(2), 청송군(1), 칠곡군(4), 포항시(22) | 132개점 |
| 경상남도       | 거제시(11), 거창군(1), 고성군(1), 김해시(28), 남해군(2), 밀양시(5), 사천시(5), 산청군(1), 양산시(13), 의령군(1), 진주시(34), 창녕군(2), 창원시(30), 통영시(4), 하동군(1), 함안군(1), 합천군(2) | 141개점 |
| 제주특별자치도 | 서귀포시(7), 제주시(12) | 19개점  |